# Kashan
Kashan este un oraș din Iran.

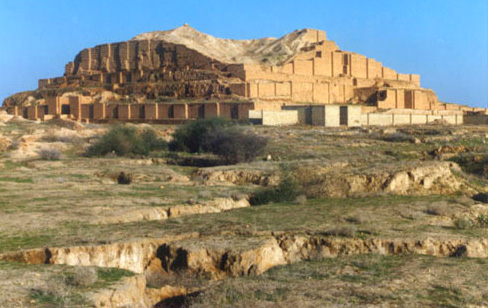
Complexul de zigurate Chogha Zanbil

Aici s-a născut, la sfârșitul secolului al XIV-lea, savantul islamic Al-Kashi.